# Cypora Petitjean-Cerf
Cypora Petitjean-Cerf est une romancière et essayiste française née le 8 avril 1974 .